# Andy Soucek

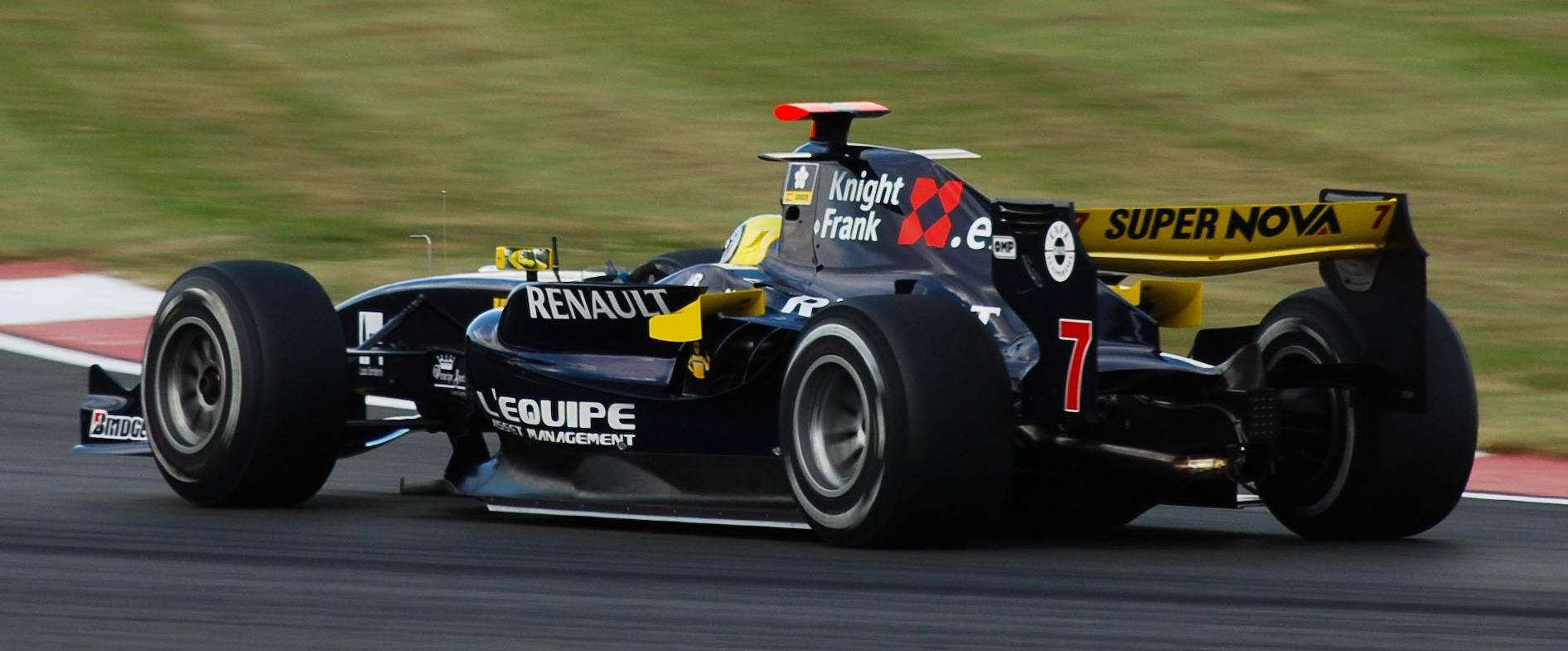
2008-ban a GP2-széria egy versenyén

Andy Christian Soucek (Madrid, 1985. június 14. –) spanyol autóversenyző, a 2009-es Formula–2-es bajnokság győztese.
Osztrák édesapja okán spanyol és osztrák állampolgársággal egyaránt rendelkezik. Spanyolországban született és nőtt fel, valamint spanyol színekben versenyez.

## Pályafutása

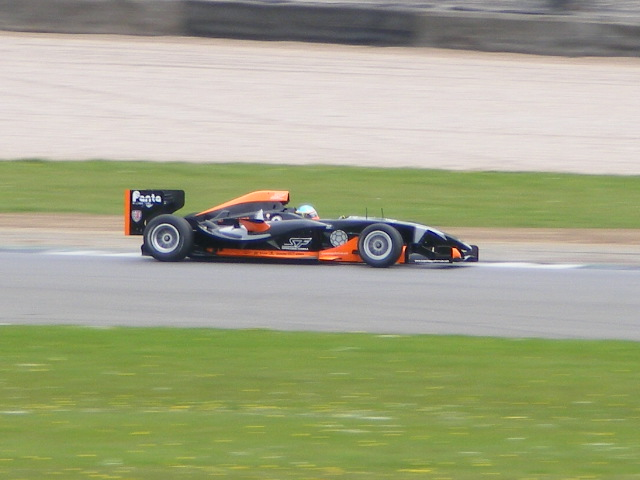
2008-ban egy teszt alatt

1997–2002 között indult gokartversenyeken. 2002–2005 között a spanyol Formula–3-as bajnokságban vett részt. Első évében a nyolcadik-, 2003-ban és 2004-ben a negyedik-, 2005-ben pedig az első helyen zárta a sorozatot. 2006-ban a World Series by Renault versenyein állt rajthoz. Egy győzelemmel és több dobogós helyezéssel végül a negyedik helyen zárta a szezont. 2007-ben debütált a GP2-szériában. Első évében mindössze négy futamon volt pontszerző, ebből kétszer dobogós. 15 pontjával a 16. helyen zárt az összetett értékelésben. A 2008-as szezonban egy alkalommal, a magyar nagydíj sprintfutamán állt dobogóra és további ötször ért célba pontot érő helyen. A bajnokságban a 14. helyen végzett. Ez évben rajthoz állt a GP2 Asia sorozat két futamán is. A Dubajban rendezett versenyeken egy harmadik és egy 7. helyezést szerzett. 2008-ban a GP2-vel párhuzamosan volt jelen a Superleague Formula futamain is. Az első versenyen az SC Corinthians csapat színeiben szerepelt, majd a szezon többi futamán már az Atlético de Madrid-ot képviselte. 2009-ben az újraindított Formula–2-es bajnokságban vett részt. Andy hét futamgyőzelmet szerzett és a szezon második felében jelentős előnyre tett szert versenytársaival szemben a pontversenyben. Végül ötvenegy pontos előnyben nyerte meg a bajnoki címet a második helyezett, Robert Wickens előtt. 2010-ben a Formula–1-es Virgin Racing tesztpilótája.

## Eredményei

### Teljes GP2-es eredménysorozata
(Táblázat értelmezése)

(Félkövér: pole-pozícióból indult; dőlt: leggyorsabb kört futott) 

| Év   | Csapat             | 1          | 2         | 3          | 4          | 5          | 6          | 7          | 8          | 9          | 10         | 11         | 12         | 13         | 14         | 15         | 16         | 17        | 18         | 19        | 20         | 21        | Helyezés | Pont |
| ---- | ------------------ | ---------- | --------- | ---------- | ---------- | ---------- | ---------- | ---------- | ---------- | ---------- | ---------- | ---------- | ---------- | ---------- | ---------- | ---------- | ---------- | --------- | ---------- | --------- | ---------- | --------- | -------- | ---- |
| 2007 | David Price Racing | BHR FEA 12 | BHR SPR 9 | ESP FEA 14 | ESP SPR Ki | MON FEA 14 | FRA FEA 13 | FRA SPR 10 | GBR FEA Ki | GBR SPR 20 | EUR FEA Ki | EUR SPR 13 | HUN FEA 12 | HUN SPR Ki | TUR FEA Ki | TUR SPR Ki | ITA FEA Ki | ITA SPR 7 | BEL FEA 6  | BEL SPR 2 | VAL FEA 6  | VAL SPR 3 | 16.      | 15   |
| 2008 | Super Nova Racing  | ESP FEA    | ESP SPR   | TUR FEA 19 | TUR SPR Ki |            |            | FRA FEA 13 | FRA SPR Ki | GBR FEA 12 | GBR SPR Ki | GER FEA 7  | GER SPR Ki | HUN FEA 8  | HUN SPR 2  | EUR FEA 7  | EUR SPR Ki | BEL FEA 6 | BEL SPR Ki | ITA FEA 9 | ITA SPR 18 |           | 14.      | 14   |
| 2008 | David Price Racing |            |           |            |            | MON FEA 13 | MON SPR 6  |            |            |            |            |            |            |            |            |            |            |           |            |           |            |           | 14.      | 14   |

### Teljes GP2 Asia eredménysorozata
(Táblázat értelmezése)

(Félkövér: pole-pozícióból indult; dőlt: leggyorsabb kört futott) 

| Év   | Csapat             | 1         | 2         | 3       | 4       | 5       | 6       | 7       | 8       | 9       | 10      | Helyezés | Pont |
| ---- | ------------------ | --------- | --------- | ------- | ------- | ------- | ------- | ------- | ------- | ------- | ------- | -------- | ---- |
| 2008 | David Price Racing | UAE FEA 3 | UAE SPR 7 | IND FEA | IND SPR | MAL FEA | MAL SPR | BHR FEA | BHR SPR | UAE FEA | UAE SPR | 14.      | 6    |

### Teljes Superleague Formula eredménysorozata
(Táblázat értelmezése)

(Félkövér: pole-pozícióból indult; dőlt: leggyorsabb kört futott) 

| Év   | Csapat                               | 1      | 2      | 3      | 4     | 5     | 6      | 7     | 8      | 9      | 10     | 11     | 12     | Helyezés | Pont |
| ---- | ------------------------------------ | ------ | ------ | ------ | ----- | ----- | ------ | ----- | ------ | ------ | ------ | ------ | ------ | -------- | ---- |
| 2008 | SC Corinthians EuroInternational     | DON 11 | DON 12 |        |       |       |        |       |        |        |        |        |        | 9.       | 264  |
| 2008 | Atlético de Madrid EuroInternational |        |        | NÜR Ni | NÜR 9 | ZOL 5 | ZOL 13 | EST 6 | EST 17 | VAL 16 | VAL 12 | JER 16 | JER 18 | 18       | 132  |

### Teljes Formula–2-es eredménysorozata
(Táblázat értelmezése)

(Félkövér: pole-pozícióból indult; dőlt: leggyorsabb kört futott) 

| Év   | Rajtszám | 1        | 2       | 3        | 4       | 5       | 6     | 7       | 8       | 9     | 10      | 11    | 12    | 13      | 14      | 15    | 16      | Helyezés | Pont |
| ---- | -------- | -------- | ------- | -------- | ------- | ------- | ----- | ------- | ------- | ----- | ------- | ----- | ----- | ------- | ------- | ----- | ------- | -------- | ---- |
| 2009 | 22       | VAL 1 Ki | VAL 2 4 | BRN 1 17 | BRN 2 1 | SPA 1 4 | SPA 2 | BRH 1 2 | BRH 2 1 | DON 1 | DON 2 4 | OSC 1 | OSC 2 | IMO 1 3 | IMO 2 1 | CAT 1 | CAT 2 1 | 1.       | 115  |